# Prästkappa

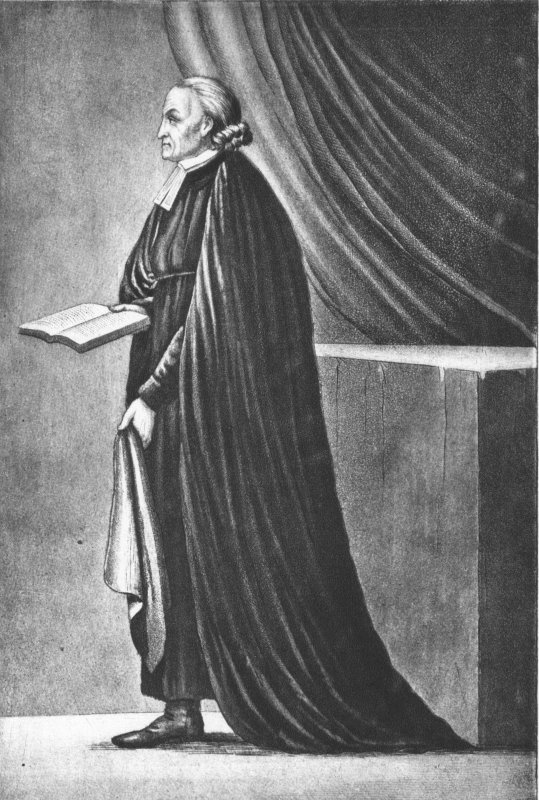
Dåvarande häradsprosten Henric Schartau (1757-1825) iförd prästkappa och fotsid kaftan. I händerna håller han en bok och en predikonäsduk. Gravyr av Andreas Arfwidsson.

Prästkappa är en fotsid kappa utan ärmar, buren av präster över prästrocken. 

## Prästkappor i olika samfund

### Romersk-katolska kyrkan
Inom den romersk-katolska kyrkan är ferraiolo en kappa buren till prästers och biskopars högtidsdräkt. Den är svart för präster, lila för biskopar, och röd för kardinaler. Den avtog i bruk efter andra Vatikankonciliet.

### Svenska kyrkan
I Sverige var den svarta kappan en del av prästens vardagsdräkt från medeltiden, för att under 1700-talet inom Svenska kyrkan övergå till att bli ett uteslutande liturgiskt plagg. Då försvann knäppningen och kappan fick istället falla löst över axlarna. Under den gustavianska tiden influerades prästkappan av den franska abbékappan och blev mindre, nästan släpliknande, och veckad. Kappan var en del av prästdräkten in på 1900-talet och återfinns i uttrycket "mista kappa och krage" om präster som förlorar sitt ämbete.
Fram till 1950-talet tillverkades kappan av ylle eller tunt siden i tre olika modeller: Söderblomskappan som knäpptes med slejf, Evertsbergskappan som knöts med band, och en tredje modell av plisserat siden/halvsiden som också den knöts med band. Hovpredikanter och teologie doktorer fick ha kappa av helsiden.